# Roger Diercken
Roger Diercken (* 9. Februar 1939 in Tielen) ist ein ehemaliger belgischer Radrennfahrer.

## Sportliche Laufbahn
Diercken war im Straßenradsport aktiv. Sein bedeutendster sportlicher Erfolg war der Sieg in der Polen-Rundfahrt 1960 vor Jan Kudra. In dem Etappenrennen war er auf zwei Tagesabschnitten erfolgreich. Während seiner gesamten Laufbahn blieb er Amateur und gewann in Belgien einige Eintagesrennen. 1962 bestritt er die Internationale Friedensfahrt und wurde beim Sieg von Gainan Saidchuschin 20. der Gesamtwertung.

## Berufliches
Diercken war als Angestellter der belgischen Post tätig.